# Флаг Нью-Брансуика
Первым официальным символом Нью-Брансуика стал геральдический щит, дарованный 26 мая 1868 год королевой Великобритании Викторией. В 1965 году был утверждён флаг провинции, повторяющий рисунок щита, а в 1984 году королевской прокламацией были утверждены герб и девиз провинции.

## Геральдический щит и флаг
Геральдический щит, утверждённый 26 мая 1868 года королевой Викторией и опубликованный в печати 16 ноября 1869 года, представляет собой золотого льва на красном фоне в верхней части и старинную галеру под парусом с опущенными в воду вёслами. Дизайн щита основан на первой Большой печати Нью-Брансуика, изображающей плывущий по воде корабль. Корабль, вместе с девизом «Надежда вернулась», символизирует возвращение лоялистов, бежавших от американской революции под сень английской короны. С развитием судостроения в провинции изображение корабля приобрело дополнительное значение. Лев в верхней части щита отсылает к эмблеме Герцогства Брауншвейгского в Германии, содержащей двух золотых львов на красном фоне, и к королевским львам Англии, которых было три на эмблеме Георга III. Герцогство Брайншвейгское было частью владений короля Георга III во время основания провинции в 1784 году. Провинция получила своё название в его честь.
В 1870 году геральдический щит официально был помещен на флаг лейтенант-губернатора. Также он входил составляющей частью на флаг генерал-губернатора, как один из четырёх геральдических щитов первых провинций Канады, и на голубое знамя британских колоний.
До середины 1960-х изображение геральдического щита было частью флага провинции и её герба и не использовалось самостоятельно. 24 февраля 1965 года лейтенант-губернатор Нью-Брансуика утвердил изображение в качестве флага провинции. Подтверждая тот факт, что Нью-Брансуик является единственной провинцией Канады с двумя официальными языками, эта прокламация была отпечатана на обоих языках .